# پروپان
پروپان، (به انگلیسی: Propane) با فرمول شیمیایی C3H8، از گازهای طبیعی (گاز طبیعی حدود ۹۰٪ شامل گاز متان، ۵٪ گاز پروپان، ۵٪ گازهای دیگر می‌باشد که پروپان از سایر گازها در کارخانه‌های فرآوری گاز طبیعی جدا می‌شود) و چاه‌های نفت (قطعات گوناگون نفت در پالایشگاه‌ها از یکدیگر جدا می‌شود) استخراج و به وجود آمده‌است.
- گاز پروپان محصول جانبی فرآوری گاز طبیعی و تصفیهٔ نفت خام می‌باشد که تحت فشار به مایع تبدیل می‌شود.
- گاز پروپان مایع در تانک حمل شده و سپس در سیلندر به عنوان سوخت ذخیره می‌شود.

## کاربردهای گاز پروپان
1. استفاده از گاز پروپان به عنوان سوخت پاک در صنایع نظامی، کشاورزی، دامداری، مرغداری، کوره‌های سفال و آجرپزی، کارخانه‌های تولید شیشه و سوخت اتومبیل.
2. استفاده از گاز پروپان برای خشک کردن غلات.
3. استفاده از گاز پروپان جهت پخت‌وپز.
4. استفاده از گاز پروپان در انواع شناورها در دریا و سکوهای نفتی، گازی و پروژه‌های دریائی و خشکی.
5. استفاده از گاز پروپان در صنایع جوشکاری.
6. استفاده از گاز پروپان در خوراک پتروشیمی‌ها جهت تولید محصولات با ارزش تر…
7. استفاده از گاز پروپان در اسپرهای مطبوع‌کننده هوا.

۸. استفاده از گاز پروپان در سیتم‌های تهویه مطبوع (در این فرایند پروپان با نام تجاری R-290 شناخته شده و به فروش می‌رسد)
1. استفاده از گاز پروپان در بالن‌های هوای گرم.
2. استفاده از گاز پروپان در صنعت فیلم‌سازی (جهت ایجاد صحنه‌های اکشن و انفجار)
3. استفاده از گاز پروپان در آزمایشگاه‌ها و مراکز تحقیقاتی.
4. استفاده از گاز پروپان در کابل سازی‌ها.
5. استفاده از گاز پروپان در تولید و تست تجهیزات گرمایشی.

## ترکیبات گاز پروپان
- در صنعت از گاز پروپان هم به صورت خالص و هم به صورت ترکیب با گازهای دیگر استفاده می‌شود.
- یکی از معروفترین و پرکاربردترین ترکیبات گاز پروپان مخلوط گاز پروپان با متان است که با نام تجاری G21 به فروش می‌رسد و در تست‌های مربوط به سیستم‌های گرمایشی بسیار پرکاربرد است.
- مخلوط گازی G21 از ۱۳٪ گاز پروپان در ۸۷٪ گاز متان تشکیل شده‌است.

## اطلاعات ایمنی گاز پروپان
- پروپان گازی قابل اشتعال است و در صورتی که غلظت گاز اکسیژن در محیطی که پروپان وجود دارد، بالا باشد باعث انفجار می‌شود؛ بنابر این در انبارش و نگهداری این سیلندرها می‌بایست نهایت دقت و توجه را داشت و به هیچ وجه نباید در کنار سیلندرهای اکسیدکننده مثل اکسیژن یا گاز نیتروس اکساید ذخیره شود.
- همچنین سیلندرها می‌بایست از گرما و جرقه به دور باشند و در حمل و نقل آن‌ها نهایت دقت و توجه به کار گرفته شود.
- گاز پروپان بر روی پوست تأثیری ندارد ولی گاز پروپان که تحت فشار زیاد به صورت مایع درآمده است می‌تواند باعث خارش پوست، کرختی و بی‌حسی شود.

## فروش گاز پروپان
گاز پروپان به دلیل اینکه یک گاز وارداتی است در سیلندرهای ۵۰ لیتری به فروش می‌رسد و چون فشار بالائی ندارد به صورت کیلوگرمی به مشتریان عرضه می‌شود.
- گاز پروپان معمولاً با خلوص ۹۹٫۹۹۵٪ گرید ۴٫۵، ۹۹٫۹۹٪ گرید ۴، ۹۹٫۹۵٪ گرید ۳٫۵، ۹۹٫۹٪ گرید ۳ و ۹۹٫۵٪ گرید ۲٫۵ به فروش می‌رسد.

## استاندارد رنگ سیلندر گاز پروپان
سیلندرهای گاز پروپان به دلیل آتش زا و خطرناک بودن یکپارچه قرمز رنگ می‌باشند.

## استاندارد شیر سیلندر گاز پروپان
- سیلندرهای گاز پروپان به دلیل آتش زا بودن دارای شیر چپ گرد می‌باشد.
- شیر سیلندرهای پروپان معمولاً DIN1 یا BS4 می‌باشد.